# NGC 4578
NGC 4578 (другие обозначения — UGC 7793, MCG 2-32-159, ZWG 70.195, VCC 1720, PGC 42149) — линзообразная галактика (S0) в созвездии Дева.
Галактика имеет быстрое вращение, в её центре наблюдается вытянутая структура. Масса сверхмассивной чёрной дыры в её центре составляет 1,9⋅107 M⊙, что соответствует эмпирическому соотношению между дисперсией скоростей и массой чёрной дыры в центре.
Этот объект входит в число перечисленных в оригинальной редакции «Нового общего каталога».